# Václav Kahuda
Václav Kahuda, właśc. Petr Kratochvíl (ur. 8 listopada 1965 w Pradze, zm. 24 lipca 2023 tamże) - prozaik czeski, autor powieści Houština (2001) i Proudy (2002).

## Życiorys
Pracował początkowo fizycznie jako stróż nocny w muzeum, mechanik w oczyszczalni ścieków, grabarz i palacz. W 2. poł. 80. XX w. jego kolega szkolny, muzyk Lou Fanánek Hagen, kierownik zespołu Trzy Siostry,  wprowadził go do grupy, spotykającej się w gospodzie „Na Staré kovárně” w praskiej dzielnicy Branik. 
Został współzałożycielem i redaktorem „Almanachu Branickiego”. Publikował utwory w wielu czasopismach.

## Publikacje

### Powieści
- Houština (1998)
- Proudy (2001)

### Opowiadania
- Příběh o baziliškovi (1992)
- Veselá bída (1997)
- Exhumace (1998)
- Technologie dubnového večera. Příběh o baziliškovi (2000)
- Vítr, tma, přítomnost (2014)
- Bytost (2017)
- Využili zatemnění (2020)